# 酢豆腐
『酢豆腐』（すどうふ）は、古典落語の演目。ここでは、派生した『あくぬけ』（または『石鹸』（せっけん））、上方落語の『ちりとてちん』についても記述する。
食通を気取る男に腐った豆腐を「珍味」と偽って出し、男が食べたくないという感情を押し殺してプライドから口にする様を描く。
原話は、江戸時代中期の1763年（宝暦13年）に発行された『軽口太平楽』に収められている。腐った豆腐を意地を張って食べるという内容は、それよりも早い1754年（宝暦4年）の『軽口豊年遊』第3巻「酢豆腐」に見える。『桂文楽全集』下巻の「作品解説」は『軽口豊年遊』を「原典」とし、「はっきりと江戸生まれ、江戸育ちの落語である。（中略）これがのちに上方にわたって『ちりとてちん』となり、現在に伝わる」と記す。
3代目柳家小さんの門下生だった初代柳家小はんが改作したものが『ちりとてちん』である。江戸落語でも5代目柳家小さんは『ちりとてちん』の演題で演じていた。
また、明治中期に題材を石鹸に変えた改作『あくぬけ』が生まれ、4代目橘家圓蔵などが演じたほか、3代目三遊亭金馬は『石鹸』のタイトルで同演目を演じた。
この噺から、半可通のことを「酢豆腐」と言うようになった。

## あらすじ

### 酢豆腐（江戸）
ある夏の昼下がり。暇な若い衆が寄り集まり暑気払いに酒を飲もうと相談をしているが、「宵越しの銭は持たない」が身上の江戸っ子たちには金がない。酒はどうにか都合するとして、安い肴はないかと考えていると、ある男が糠床の底に残っている古漬けでかくやの香こ（糠漬けの古漬けを刻んでミョウガや生姜を薬味として添えた料理）を作ればいいと提案する。これは妙案だと皆喜ぶが、手が糠味噌くさくなるのがいやなので古漬けを引き上げる役を引き受ける者がひとりもいない。
やがて兄貴分の男が、昨夜豆腐を買ってあったことを思い出したが、せっかくの豆腐は与太郎が夏場にもかかわらずねずみいらずの中にしまったせいで腐ってしまっていた。
そこに伊勢屋の若旦那が通りかかる。知ったかぶりの通人気取り、気障で嫌らしくて界隈の江戸っ子達からは嫌われ者の若旦那を見た兄貴分は、この若旦那を困らせてやろうと思いついて彼を呼び入れると、「実は舶来物の珍味があるのだが、何だかわからねえ。若旦那ならご存知でしょう」と腐った豆腐を出す。若旦那は知らないとも言えず、「これは酢豆腐でげしょう」と知ったかぶる。さすがは通人の若旦那だと持ち上げられた上にどうやって食べるのか見せてくれと頼まれるといやとは言えず、仕方なく腐った豆腐を一口食べて苦悶する。兄貴分が「若旦那、もう一口如何ですか」と声をかけると若旦那が「いや、酢豆腐は一口に限りやす」。

### ちりとてちん（上方）
旦那の誕生日に、近所に住む男が訪ねて来る。
白菊（日本酒の銘柄）、鯛の刺身、茶碗蒸し、白飯に至るまで、出された食事に嬉しがり、「初めて食べる」、「初物を食べると寿命が75日延びる」とべんちゃら（お世辞）を言い、旦那を喜ばせる男。
そのうち、裏に住む竹という男の話になる。件の男、何でも知ったかぶりをするため、誕生日の趣向として、竹に一泡吹かせる相談を始める。
そこへ、水屋で腐った豆腐が見つかり、これを「元祖 長崎名産 ちりとてちん」（または「長崎名物 ちりとてちん」）として竹に食わせるという相談がまとまる。
そうとは知らずに訪れた竹が、案の定「ちりとてちん」を知っていると言うので食わせると、一口で悶え苦しむ。
旦那が「どんな味や?」と聞くと、竹いわく「ちょうど豆腐の腐ったような味や…」。

### あくぬけ
若旦那に、四角く切って、巻きたばこの銀紙で巻いたせっけんをケーキだと偽って食べさせ、その事に気づいた近所の老婆が注意すると「腹の中までアクが抜ける」と落とす。

## バリエーション
海賀変哲（かいが へんてつ）編の『落語の落（さげ）』（三芳屋書店、1914年）によると、「酢豆腐は一口に限りやす」に続いて「これも拙が食するから酢豆腐というものの、君がたが食べれば、腐った豆腐だ」というサゲ（落ち）が以前はあったという。

## 題材について
落語家の瀧川鯉昇は腐った豆腐を実際に食べたことがあり、CD『瀧川鯉昇1』収録「先代小柳枝を語る」で腐った豆腐を食べるに至った経緯と食べた後の様子を語っている。それによると、3日間、40度の熱に浮かされ、タオルのような軽いものも持ち上げられないほどに衰弱。その後約2か月の間、温泉での療養を要したという。